# Jakob Müller (Politiker, 1847)

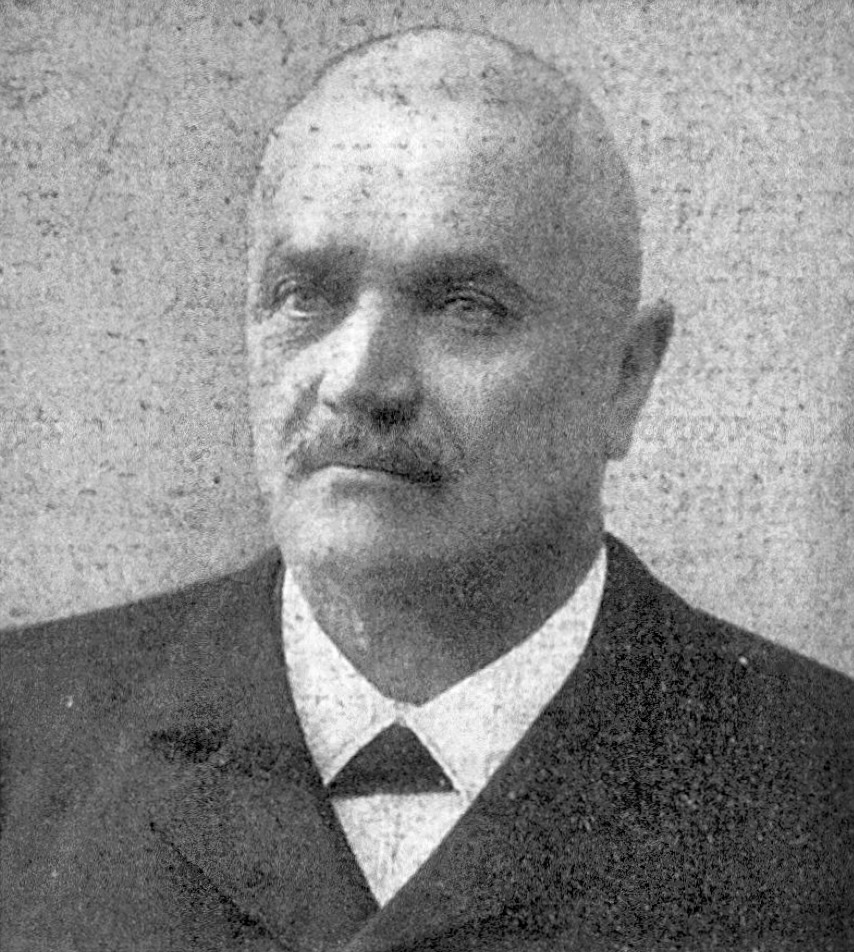
Nationalrat Jakob Müller

Jakob Müller (* 15. November 1847 in Hemmerswil; † 15. August 1931 in Romanshorn, reformiert, heimatberechtigt in Räuchlisberg) war ein Schweizer Politiker (FDP).

## Biografie
Jakob Müller kam am 15. November 1847 in Hemmerswil als Sohn des Grossbauern und Müllers auf der Radmühle Diethelm Müller und der Susanna geborene Opprecht zur Welt. Nach Abschluss einer Müllerlehre begab er sich auf Wanderschaft, bevor er als Kaufmann in Hemmerswil, tätig war. Zudem ging der Besitz der väterlichen Mühle an ihn über. Seit dem Jahr 1899 lebte Jakob Müller in Romanshorn.
Daneben war Müller zwischen 1903 und 1929 Verwaltungsrat der AG Arnold B. Heine & Co., ab 1912 AG Stickereiwerke Arbon. Zudem fungierte er zwischen 1905 und 1913 als Mitglied der Vorsteherschaft der Thurgauischen Hypothekenbank. Überdies diente Müller in der Schweizer Armee in der Position eines Majors der Infanterie.
Jakob Müller war in erster Ehe seit 1890 mit Ida Rosa, Tochter des Albert Wehrli und in zweiter Ehe seit 1899 mit Ida, Tochter des Georg Fischer sowie Witwe des Wilhelm Robert Löhrer, verheiratet. Er verstarb am 15. August 1931 drei Monate vor Vollendung seines 84. Lebensjahres in Romanshorn.

## Politische Karriere
Als Mitglied der Freisinnigen Partei amtierte Jakob Müller auf kommunaler Ebene von 1871 bis 1899 als Gemeindeammann in Hemmerswil. Auf kantonaler Ebene vertrat er seine Partei von 1875 bis 1920 im Thurgauer Grossen Rat, dem er zwischen 1904 und 1905 auch als Präsident vorstand. Nach den Parlamentswahlen 1902 gehörte Müller bis 1919 für die radikal-demokratische Fraktion dem Nationalrat an. Dort war er Mitglied der Finanz-, Alkohol-, ZGB-, Wasserrechtsartikel- und Tessin-Korrektionskommission (letztere präsidierte er).
Daneben fungierte Jakob Müller von 1877 bis 1897 als Steuerkommissär der Bezirke Weinfelden, Kreuzlingen und Frauenfeld sowie von 1881 bis 1914 als Mitglied des Bezirksgerichts Arbon, davon ab 1890 als Präsident.